# Sığdaş
Sığdaş è un comune dell'Azerbaigian situato nel distretto di Masallı. Conta una popolazione di 1 474 abitanti.